# بینوایان (فیلم ۱۹۷۸)
بی‌نوایان (انگلیسی: Les Misérables) یک تله‌فیلم بریتانیایی است براساس رمانی به همین نام نوشته ویکتور هوگو. این اثر در سال ۱۹۷۸ توسط گلن جردن کارگردانی شد.
این فیلم در تاریخ ۲۷ دسامبر ۱۹۷۸ توسط شبکه سی‌بی‌اس پخش شد
از بازیگران آن می‌توان به ریچارد جردن، آنتونی پرکینز، و ایان هولم اشاره کرد.